# Högfors bruk, Sunne kommun

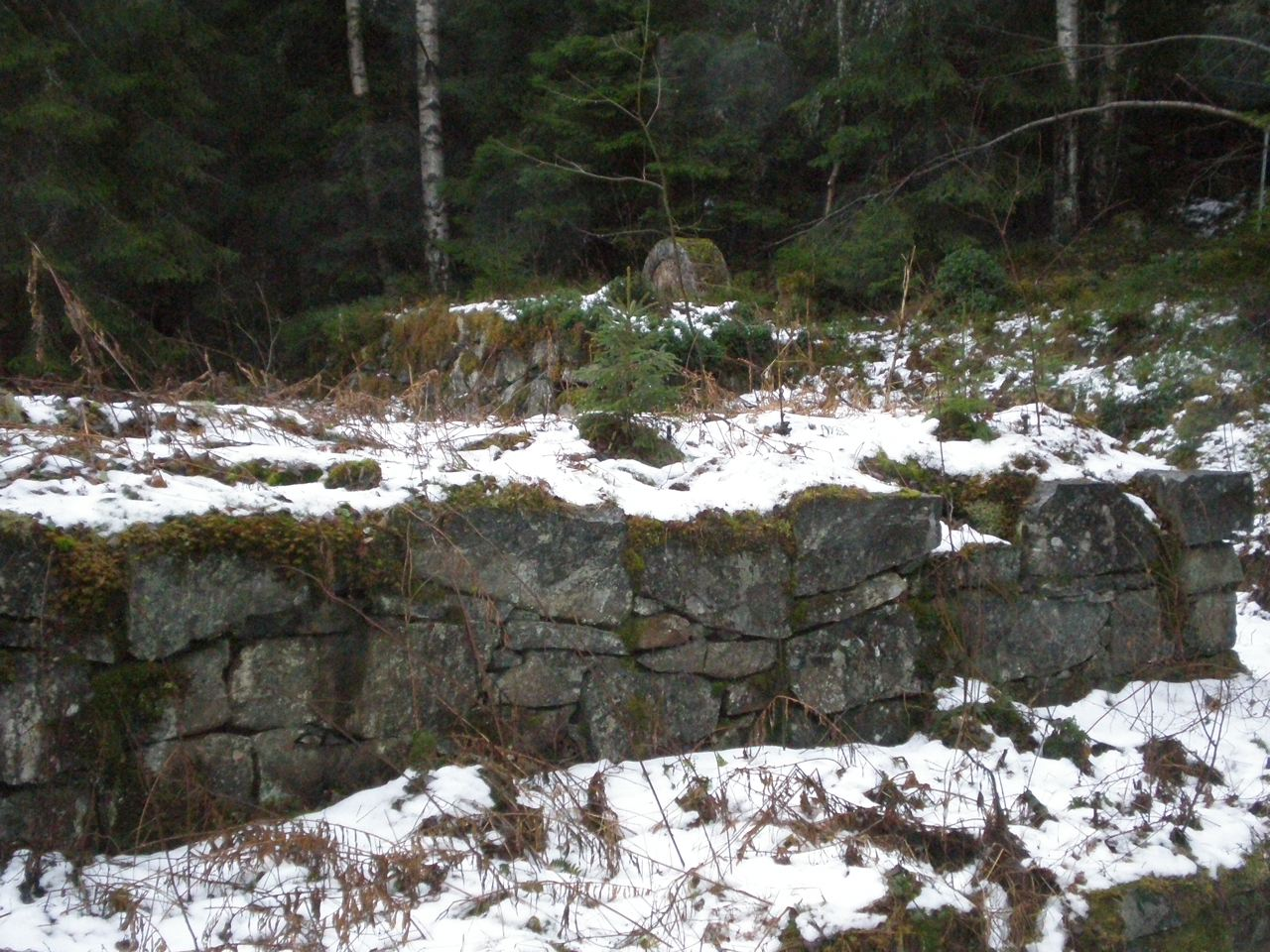
Högfors bruk i Gräsmark

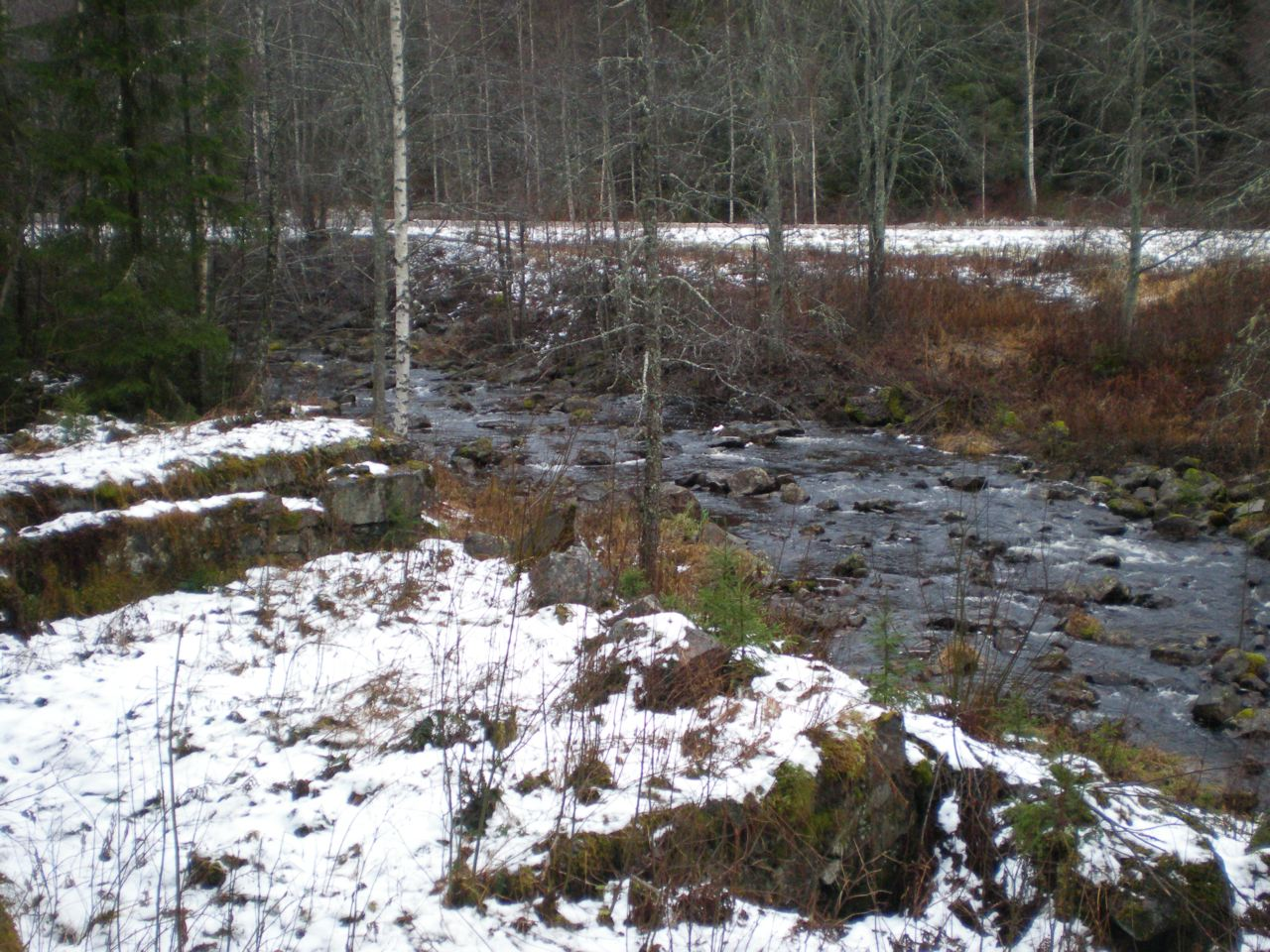
Högfors bruk och Kymsälven i Gräsmark

Högfors bruk, även känt som Kymsbergs bruk, i Gräsmarks socken, Sunne kommun låg intill Kymsälven och hade stångjärnshammare samt spiksmedja. Här fanns också Sveriges första sulfatfabrik som exporterade cellulosa till London första gången i januari 1872. Fabriken hade svårt med lönsamheten och brann ner i april 1875. Därefter tillverkades från 1888 slipmassa i ett träsliperi fram till en brand 1905 då bruket lades ner. Kymsbergs herrgård som ligger i närheten finns dock kvar.

## Historia
Jonas Hansson Gyllenspetz sålde den 19 augusti 1670 Helgeby herrgårds frälsetrakt söder om Kymsälven till byn Kymmens förste bebyggare Isaak Isaaksson för 16 riksdaler, frälsetrakten norr om älven var såld till byn Långnäs. Jonas barnbarn Mattias Gyllenspetz på Gylleby herrgård återköpte år 1732 rättigheterna till Högfors ström. 1741 återköpte han marken söder om älven och 1742 marken norr om älven. Undersökningar av bergmästare samt gode män om bruket gjordes 1742, masugnen var då påbörjad men ej färdig. Den 22 maj 1744 erhöll Mattias Gyllenspetz tillstånd att anlägga en masugn och en stångjärnssmedja om 400 skålpund årligt smide. Den 14 mars 1759 köpte brukspatron Carl Henrik Herweg Högfors bruk av sin svärfar Mattias Gyllenspetz. Bruket omfattade då två stångjärnshärdar med 600 skålpund årligt smide samt hytta, såg, kvarn och skogsegendomar.

### Tryckt litteratur
- Gräsmarks Historia av J. Magnusson 1866